# Diócesis de Tezpur
La diócesis de Tezpur (en latín: Dioecesis Tezpurensis y en inglés: Roman Catholic Diocese of Tezpur) es una circunscripción eclesiástica de la Iglesia católica en India. Se trata de una diócesis latina, sufragánea de la arquidiócesis de Guwahati. Desde el 3 de diciembre de 2007 su obispo es Michael Akasius Toppo.

## Territorio y organización
La diócesis tiene 15 320 km² y extiende su jurisdicción sobre los fieles católicos de rito latino residentes en el estado de Assam en los distritos de: Darrang, Sonitpur, Lakhimpur, Dhemaji y las subdivisiones de: Rupahihat, Kaliabor y Samuguri en el distrito de Nagaon.
La sede de la diócesis se encuentra en la ciudad de Tezpur, en donde se halla la Catedral de San Juan Bosco.
En 2020 en la diócesis existían 33 parroquias.

## Historia
La diócesis fue erigida el 16 de enero de 1964 con la bula Fidei catholicae del papa Pablo VI, obteniendo el territorio de las diócesis de Dibrugarh y de Shillong (hoy arquidiócesis de Shillong).
Originalmente sufragánea de la arquidiócesis de Calcuta, se convirtió en sufragánea de la arquidiócesis de Gauhati-Shillong el 26 de junio de 1969.
El 20 de enero de 1975, en virtud del decreto Quo facilius de la Congregación de Propaganda Fide, la jurisdicción sobre los católicos de Bután pasó de la diócesis de Tezpur a la de Darjeeling.
El 30 de marzo de 1992 cedió una parte de su territorio para la erección de la diócesis de Guwahati (hoy arquidiócesis) mediante la bula Opitulante quidem del papa Juan Pablo II.
El 10 de julio de 1995 pasó a formar parte de la provincia eclesiástica de Guwahati.
El 7 de diciembre de 2005 cedió la porción de su territorio dentro del estado de Arunachal Pradesh para la erección de la diócesis de Itanagar mediante la bula Cum nuper del papa Benedicto XVI.

## Estadísticas
Según el Anuario Pontificio 2021 la diócesis tenía a fines de 2020 un total de 201 800 fieles bautizados.
| Año                                                                             | Población            | Población | Población      | Sacerdotes | Sacerdotes    | Sacerdotes    | Bautizados por sacerdote | Diáconos permanentes | Religiosos | Religiosos | Parroquias |
| Año                                                                             | Bautizados católicos | Total     | % de católicos | Total      | Clero secular | Clero regular | Bautizados por sacerdote | Diáconos permanentes | Varones    | Mujeres    | Parroquias |
| ------------------------------------------------------------------------------- | -------------------- | --------- | -------------- | ---------- | ------------- | ------------- | ------------------------ | -------------------- | ---------- | ---------- | ---------- |
| 1970                                                                            | 64 450               | 3 714 000 | 1.7            | 29         | 15            | 14            | 2222                     |                      | 21         | 59         | 12         |
| 1980                                                                            | 106 000              | 7 036 000 | 1.5            | 57         | 40            | 17            | 1859                     |                      | 28         | 99         | 30         |
| 1990                                                                            | 195 000              | 6 201 000 | 3.1            | 82         | 56            | 26            | 2378                     |                      | 26         | 150        | 40         |
| 1999                                                                            | 175 898              | 5 288 000 | 3.3            | 77         | 41            | 36            | 2284                     |                      | 39         | 188        | 35         |
| 2000                                                                            | 185 939              | 5 973 939 | 3.1            | 81         | 43            | 38            | 2295                     |                      | 45         | 197        | 40         |
| 2001                                                                            | 190 200              | 7 053 200 | 2.7            | 84         | 43            | 41            | 2264                     |                      | 48         | 205        | 42         |
| 2002                                                                            | 209 980              | 7 085 000 | 3.0            | 90         | 45            | 45            | 2333                     |                      | 57         | 220        | 43         |
| 2003                                                                            | 218 145              | 7 251 372 | 3.0            | 95         | 45            | 50            | 2296                     |                      | 62         | 228        | 43         |
| 2004                                                                            | 227 566              | 7 334 376 | 3.1            | 101        | 47            | 54            | 2253                     |                      | 66         | 235        | 46         |
| 2005                                                                            | 108 800              | 4 335 100 | 2.5            | 68         | 42            | 26            | 1600                     |                      | 5          | 210        | 30         |
| 2010                                                                            | 184 041              | 4 623 000 | 4.0            | 76         | 47            | 29            | 2421                     |                      | 34         | 231        | 30         |
| 2014                                                                            | 191 941              | 8 375 191 | 2.3            | 89         | 51            | 38            | 2156                     |                      | 89         | 239        | 32         |
| 2017                                                                            | 194 820              | 8 705 620 | 2.2            | 95         | 57            | 38            | 2050                     |                      | 116        | 242        | 32         |
| 2020                                                                            | 201 800              | 9 013 200 | 2.2            | 111        | 61            | 50            | 1818                     |                      | 128        | 250        | 33         |
| Fuente: Catholic-Hierarchy, que a su vez toma los datos del Anuario Pontificio. |                      |           |                |            |               |               |                          |                      |            |            |            |

## Episcopologio
- Oreste Marengo, S.D.B. † (6 de julio de 1964-26 de junio de 1969 renunció[nota 1])
- Joseph Mittathany † (26 de junio de 1969-28 de marzo de 1980 nombrado obispo de Imphal)
- Robert Kerketta, S.D.B. † (24 de octubre de 1980-3 de diciembre de 2007 retirado)
- Michael Akasius Toppo, desde el 3 de diciembre de 2007